# سمكة المهرج المالديفية
سمكة المهرج المالديفية (الاسم العلمي: Amphiprion nigripes)، هو نوع من الأسماك يتبع جنس سمكة المهرج من فصيلة البوماسنتريدي. تستوطن المحيط الهندي.